# Majestic (film)
Majestic (ang. The Majestic) – amerykański dramat filmowy z 2001 roku w reżyserii Franka Darabonta.

## Obsada
- Jim Carrey – Peter Appleton
- Laurie Holden – Adele Stanton
- Martin Landau – Harry Trimble
- Allen Garfield – Leo Kubelsky
- Amanda Detmer – Sandra Sinclair
- Daniel von Bargen – Agent FBI
- Kris Andersson – Tancerz
- Bob Balaban – Elvin Clyde

## Fabuła
Akcja filmu rozgrywa się w 1951 roku. Peter Appleton traci pracę w HHS Studio z powodu podejrzeń o współpracę z komunistami. Wkrótce, w wypadku samochodowym, którego przyczyną była depresja i alkohol, traci też pamięć. W Lawson wszyscy biorą go za zaginionego bohatera z okresu II wojny światowej.